# 암풀렉스 콤프레사
암풀렉스 콤프레사(Ampulex compressa), 에메랄드는쟁이벌(emerald cockroach wasp) 또는 보석는쟁이벌(jewel wasp)은 벌목 는쟁이벌과의 사회 생활을 하지 않는 단독성 벌(solitary wasp)이다.

## 생김새
암컷의 몸 길이는 약 22mm이다. 몸은 금속성 청녹색이다. 두 번째 및 세 번째 다리 쌍의 허벅지가 빨간색이다. 수컷은 더 작고 침이 없다.

## 분포
이 벌은 열대 지방, 특히  남아시아, 아프리카 그리고 태평양의 여러 섬들에서 발견된다. 암풀렉스 콤프레사는 1941년 생물적 방제의 방법으로 FX Williams에 의해 하와이에 도입되었다. 하지만 이 방법은 벌의 영토 경향과 적은 사냥 활동으로 인해 성공적이지 못했다. 이 종은 브라질 상파울루와 리우데자네이루 주 에서도 발견된다. 산토스 항구와 리우데자네이루 항구를 통해 이 나라에 정착했을 가능성이 높다.

## 생태

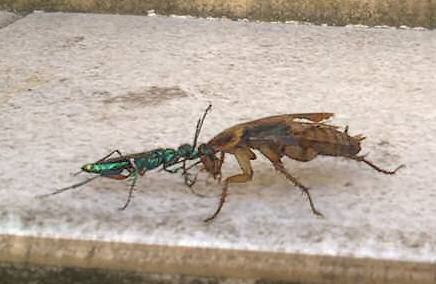
이질바퀴를 사냥한 암풀렉스 콤프레사.

는쟁이벌과 벌들은 바퀴벌레를 사냥한다. 암풀렉스 콤프레사는 이질바퀴, 잔이질바퀴 그리고 Nauphoeta rhombifolia 같은 대형 바퀴류를 사냥한다. 바퀴벌레의 두부 신경절(뇌)과 같은 특정한 신경절들을 침으로 공격한다. 이 과정의 생화학적인 방법이 설명되었다. 벌은 바퀴벌레의 신경 전달 물질을 차단하는 독을 주입하고, 격렬하게 저항하던 바퀴벌레는 독이 주입된 후 도망가지 못하고 둔해지며 제 발로 끌려간다.
먹이를 잡은 는쟁이벌은 바퀴벌레 더듬이의 절반을 자르고 운반하여, 굴을 만들어 그 속에 먹이를 보관한다.
부화한 애벌레는 바퀴벌레 위에서 살며 4-5일 동안 먹고 그 다음 복부로 들어가며 내부기생성(endoparasitoid)로 살 수 있다. 8일 동안, 벌 유충은 적어도 유충이 번데기 단계에 들어가 바퀴벌레 몸 속에서 번데기를 형성할 때까지 바퀴벌레가 살아있을 가능성을 최대화하는 순서대로 바퀴벌레의 내장 기관을 소모한다. 결국, 완전히 자란 벌은 바퀴벌레의 몸에서 빠져나와 성충으로 활동하기 시작한다.
독이 있는 (특히, 단독성 벌들에서) 수많은 동물들이 먹이를 새끼를 위한 살아있는 음식으로 마비시키지만 암풀렉스 콤프레사는 처음부터 독특한 행동 방식으로 바퀴벌레의 행동을 남겨놓고 개정한다. 바퀴벌레를 잡아먹는 는쟁이벌속(Ampulex)의 몇몇 다른 종들도 비슷한 행동을 보인다. 는쟁이벌의 이런 방법은 바퀴벌레의 탈출 대응에만 영향을 미친다. 는쟁이벌의 침에 찔린 바퀴벌레는 약 72 시간 동안 생존 본능(헤엄이나 통증을 피하는 등)이 대폭 감소되지만, 비행이나 뒤집기와 같은 운동 능력은 손상되지 않는다.

## 생화학적 특성
는쟁이벌의 첫 번째 침 찌르기는 앞다리에 2~3분 정도의 마비를 일으키는 앞가슴 신경절(신경 조직의 덩어리)로 전달된다. 이 찌르기는 상당한 양의 γ 아미노 - 부티르산 (GABA) 및 상보 작용제인 타우린 및 β 알라닌을 주입한다. 합성은 일시적으로 신경 시냅스에서 증가 된 염소 이온 전도도를 통해 콜린성 전달을 억제함으로써 앞가슴 신경절에서 운동 활동 전위를 차단한다. 개별적으로 이 물질들은 모두 바퀴벌레의 단기적인 마비를 유발한다. 10 : 7 : 4 의 비율로 함께 주입 하면 효과가 오래 지속된다. GABA는 ligand-gated 염화물 통로를 활성화한다. GABA 수용체에 결합함으로써 타우린과 베타 알라닌은 시냅스 틈새에 의한 GABA의 섭취를 늦춤으로써 마비 효과의 지속 기간을 연장시킨다. 결합된 이 화합물 칵테일은 바퀴벌레가 움직이거나 방어하는 것을 방지하며, 벌은 두 번째 침을 찌른다.
두 번째 침 찌르기는 식도 신경절(subseophageal ganglion, SEG)에 투여되며 훨씬 정확하기 때문에 마비가 필요하고 상당히 길다. 는쟁이벌은 찌르는 동안 적극적으로 SEG를 탐색한다. 두 번째 침은 바퀴벌레가 자발적으로 걸을 수있는 능력이나 자신의 의지를 저해하지만, 바퀴벌레는 자극에 반응할 수 있다. 그것은 또한 바퀴벌레의 과한 몸 손질(grooming)과 신진 대사 과정의 변화를 일으키는 원인이 된다. 신진 대사 변화는 는쟁이벌 유충의 영양분을 보존하는 것으로 생각된다. 연구자들은 프로카인 주입을 통해 이 '좀비 상태'를 시뮬레이션하였다. 그들은 또한 세포 외 양극성 전극을 사용하여 바퀴벌레의 신경 활동이 적음을 확인했다. 독은 바퀴벌레의 신경절 내의 구조에서 octopaminergic 조절을 방해할 수 있다. 기본적으로 갑작스런 움직임에서 근육 수축을 조절하는 신경 전달 물질인 octopamine의 효과를 제한한다.

## 같이 보기
- 암풀렉스 디멘토르 : 태국에서 발견된 는쟁이벌속의 일종.
- Glyptapanteles: 고치벌과의 속의 하나.
- 타란튤라 호크 : 대모벌과의 일종.